# Lech Wałęsa
Lech Wałęsa (AFI: [ˈlɛx vaˈwɛ̃sa] · ; Popowo, 29 settembre 1943) è un sindacalista, politico e attivista polacco.
Fu presidente della Polonia dal 1990 al 1995. Nel 1983 vinse il premio Nobel per la pace. Oltre al premio Nobel, ha ricevuto molti altri premi internazionali. Nonostante non abbia un diploma di scuola superiore, gli è stata conferita una laurea honoris causa da parte di molte università europee e statunitensi.
Elettricista, si impegnò fin da giovane nel sindacato e combatté per la difesa dei diritti dell'uomo. Fondò Solidarność, la prima organizzazione sindacale indipendente del blocco sovietico; attraverso il movimento operaio cattolico, dopo una stagione di confronto col regime comunista, giunse alla guida della Polonia, portando a termine una rivoluzione pacifica che diede al Paese un nuovo assetto costituzionale. Nel 1995 gli successe Aleksander Kwaśniewski.

## Biografia
Wałęsa nacque a Popowo, nella Polonia occupata dalla Germania. Suo padre, Bolesław Wałęsa (1908-1945), era un falegname che fu arrestato e internato in un campo di lavoro forzato a Młyniec (avamposto del campo di concentramento di Stutthof) dalle forze di occupazione tedesche prima della nascita di Lech. Bolesław tornò a casa dopo la guerra, ma morì due mesi dopo. La madre era Feliksa Wałęsa (nata Kamieńska) (1916-1975).
Quando Lech aveva nove anni, Feliksa sposò suo cognato, Stanisław Wałęsa (1916-1981), un contadino. Lech aveva tre fratelli maggiori - Izabela (1934-2012), Edward (1937) e Stanisław (1939) - e tre fratellastri più giovani - Tadeusz (1946), Zygmunt (1948) e Wojciech (1951-1988)-. Nel 1973 la madre e il patrigno di Lech emigrarono negli Stati Uniti per motivi economici. Vivevano a Jersey City, dove Feliksa morì in un incidente d'auto nel 1975; Stanisław morì di infarto nel 1981. Entrambi furono sepolti in Polonia.
Nel 1961 Lech si diplomò nella scuola elementare e professionale nella vicina Chalin e Lipno come elettricista qualificato. Lavorò come meccanico automobilistico dal 1961 al 1965 e poi svolse il servizio militare obbligatorio di due anni, raggiungendo il grado di caporale. Il 12 luglio 1967 iniziò a lavorare come elettricista al Cantiere Lenin (Stocznia Gdańska im. Lenina) a Danzica, oggi chiamato Cantiere di Danzica (Stocznia Gdańska).
L'8 novembre 1969 Wałęsa sposò Mirosława Danuta Gołoś, che lavorava in un negozio di fiori vicino al cantiere. La coppia ha avuto otto figli: Bogdan (1970), Sławomir (1972), Przemysław (1974-2017), Jarosław (1976), Magdalena (1979), Anna (1980), Maria-Wiktoria (1982) e Brygida (1985).
Nel 2008 Wałęsa subì un infarto e fu necessario l'impianto di un pacemaker cardiaco presso l'ospedale metodista di Houston, in Texas.

## Carriera politica
Fin dall'inizio della sua carriera Wałęsa fu interessato alle rivendicazioni dei lavoratori. Era un leader carismatico che aiutò a organizzare gli scioperi polacchi del 1970 al cantiere di Danzica, quando i lavoratori protestarono contro il decreto del governo che aumentava i prezzi dei generi alimentari; venne ritenuto dal governo il presidente del comitato di sciopero.

Nel giugno 1976 Wałęsa perse il lavoro nel cantiere di Danzica a causa del suo continuo coinvolgimento in sindacati illegali, in scioperi e in una campagna per commemorare le vittime delle proteste del 1970. In seguito lavorò come elettricista per diverse altre compagnie, ma il suo attivismo lo portò ripetutamente al licenziamento e per lunghi periodi rimase disoccupato. Wałęsa e la sua famiglia erano sotto costante sorveglianza da parte della polizia segreta polacca; la sua casa e il posto di lavoro erano sempre controllati. Nel corso degli anni fu arrestato più volte per aver partecipato a attività dissidenti. 

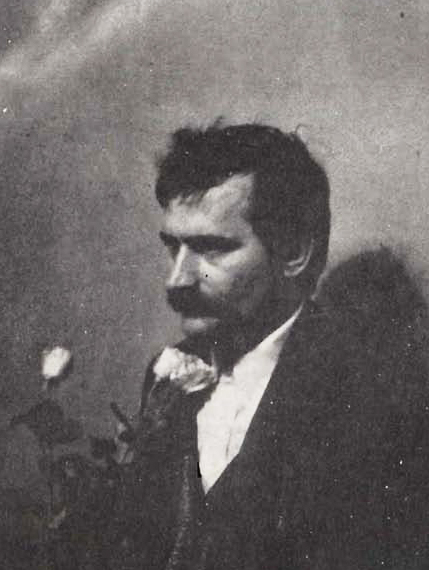
Lech Wałęsa nell'agosto del 1980

Wałęsa lavorava a stretto contatto con il Comitato per la difesa dei lavoratori (KOR), un gruppo formatosi per prestare aiuto alle persone arrestate dopo gli scioperi del 1976 e alle loro famiglie. Nel giugno 1978 diventò un attivista dei sindacati clandestini (Wolne Związki Zawodowe Wybrzeża).

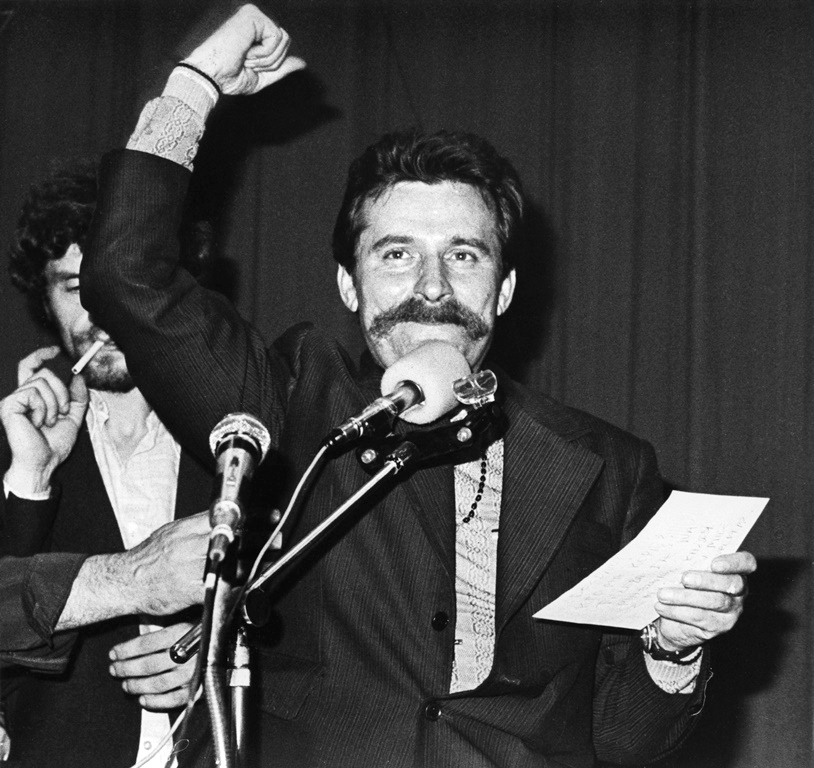
Lech Wałęsa durante un comizio nell'agosto 1980

Il 14 agosto 1980 un altro aumento dei prezzi dei generi alimentari portò a uno sciopero nel Cantiere Lenin di Danzica, di cui Wałęsa fu uno dei capi. Wałęsa scalò la recinzione del cantiere e divenne rapidamente uno dei leader degli scioperanti. Lo sciopero ispirò altri scioperi simili, che si diffusero poi in tutta la Polonia. Wałęsa fu a capo del comitato interdisciplinare di sciopero, coordinando i lavoratori a Danzica e in altri venti stabilimenti della regione. Il 31 agosto il governo, rappresentato da Mieczysław Jagielski, firmò un accordo (l'accordo di Danzica) che concesse ai lavoratori del Cantiere Lenin il diritto di scioperare e permise loro di formare un sindacato indipendente.
Il comitato di coordinamento degli scioperi si trasformò in "Comitato di coordinamento nazionale di Solidarność" e Wałęsa fu scelto come presidente. Il sindacato Solidarność crebbe rapidamente, con oltre 10 milioni di membri, più di un quarto della popolazione polacca. Il ruolo di Wałęsa nello sciopero, nei negoziati e nel nuovo sindacato indipendente gli valse la notorietà sul palcoscenico internazionale.
Wałęsa mantenne la sua posizione fino al 13 dicembre 1981, quando il generale Wojciech Jaruzelski dichiarò la legge marziale in Polonia. Wałęsa e molti altri leader e attivisti di Solidarność furono arrestati; egli fu incarcerato per 11 mesi, fino al 14 novembre 1982, a Chylice, Otwock e Arłamów, città orientali vicino al confine sovietico. L'8 ottobre 1982 il sindacato Solidarność fu messo al bando. Nel 1983 Wałęsa fece domanda per tornare al cantiere navale di Danzica come elettricista. Trattato formalmente come "semplice lavoratore", rimase praticamente agli arresti domiciliari fino al 1986.
Sempre nel 1983 venne insignito del premio Nobel per la pace, che non poté ritirare in Norvegia personalmente, poiché temeva che non gli sarebbe stato poi permesso il rientro in patria. Sua moglie Danuta ritirò il premio al posto del marito, che donò il suo corrispettivo in denaro ai quartieri generali di Solidarność, temporaneamente in esilio a Bruxelles.
Verso la metà degli anni '80 Wałęsa continuava a svolgere attività clandestine legate al sindacato. In seguito ad un'amnistia del 1986, Wałęsa fu cofondatore del Consiglio provvisorio di Solidarność NSZZ (Tymczasowa Rada NSZZ Solidarność), la prima entità solidale giuridica solidale dalla dichiarazione di legge marziale. Dal 1987 al 1990, organizzò e guidò il Comitato esecutivo provvisorio semi-illegale del sindacato di Solidarność. A metà del 1988 istigò allo sciopero per l'arresto del lavoro nel cantiere navale di Danzica.
Dopo mesi di scioperi e deliberazioni politiche, a conclusione della decima sessione plenaria del Partito Operaio Unificato Polacco (PZPR), il governo accettò di partecipare alle "trattative della tavola rotonda", negoziati che si protrassero da febbraio ad aprile 1989. Durante i colloqui, Wałęsa viaggiò attraverso la Polonia per tenere discorsi a sostegno dei negoziati. Al termine dei colloqui, il governo firmò un accordo per ristabilire il sindacato di Solidarność e organizzare elezioni semi-libere per il parlamento polacco; in conformità con l'accordo della tavola rotonda, i membri del Partito comunista e i suoi alleati avrebbero ottenuto il 65% dei seggi nel Sejm, la Camera dei deputati.
Nel dicembre 1988 Wałęsa fu co-fondatore del Comitato dei cittadini di Solidarność apparentemente un organo consultivo, ma in pratica un partito politico, che vinse le elezioni parlamentari nel giugno 1989. Il partito vinse le elezioni, ottenendo il 48% dei seggi alla Camera dei deputati della Polonia - solo il 49% venne assegnato con libere elezioni - e tutti i seggi meno uno al Senat appena ristabilito; il restante 51% dei posti del Sejm vennero automaticamente conferiti al PZPR). Wałęsa era una delle figure di spicco di Solidarność; era un attivista attivo, che appariva in molti manifesti elettorali, ma non era candidato al Parlamento.
Alla fine del 1989 persuase i leader dei partiti precedentemente alleati ai comunisti a formare una coalizione di governo non comunista, il primo governo non comunista del blocco sovietico. Dopo un accordo "semi-segreto", con grande sorpresa del PZPR, il parlamento scelse Tadeusz Mazowiecki come capo del governo, il primo non comunista della Polonia dal dopoguerra. La Polonia, pur rimanendo formalmente un paese comunista, cominciava a cambiare la sua economia verso il sistema di libero mercato.

### Presidenza

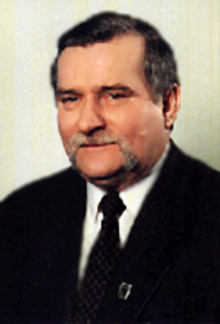
Foto ufficiale della presidenza della Repubblica

Dopo le elezioni parlamentari del giugno 1989, Wałęsa rimase deluso dal fatto che alcuni dei suoi ex attivisti fossero soddisfatti di governare insieme agli ex comunisti. Decise quindi di candidarsi per l'ufficio di presidente appena ristabilito, usando lo slogan "Non voglio, ma devo" ("Nie chcę, ale muszę"). Il 9 dicembre 1990 Wałęsa vinse le elezioni presidenziali, sconfiggendo il primo ministro Mazowiecki e altri candidati, diventando il primo capo di stato liberamente eletto della Polonia in 63 anni e il primo capo di stato non comunista in 45 anni. Durante la sua presidenza cominciò la cosiddetta "guerra ai vertici", che avrà come conseguenza svariati cambiamenti di governo. La sua presidenza sarà criticata dalla maggior parte dei partiti politici e perderà molto dell'iniziale appoggio alla fine del 1995.
Durante la sua presidenza, Wałęsa traghettò la Polonia attraverso la privatizzazione e la transizione verso un'economia di libero mercato (con il piano Balcerowicz), si svolsero le prime elezioni parlamentari in Polonia nel 1991 completamente libere e fu avviato un periodo di ridefinizione delle relazioni estere del paese. Negoziò con successo il ritiro delle truppe sovietiche dalla Polonia e una sostanziale riduzione dei debiti esteri. Wałęsa sostenne l'entrata della Polonia nella NATO e nell'Unione europea, entrambe avvenute dopo la sua presidenza, rispettivamente nel 1999 e nel 2004.
Nel 1993 fondò un proprio partito politico, il Bezpartyjny Blok Wspierania Reform (BBWR, "Blocco apartitico di sostegno alle riforme"), un'organizzazione apparentemente non politica. La BBWR di Wałęsa andò male nelle elezioni parlamentari del 1993 e il suo sostegno popolare si ridusse al 10%. Nel 1995 perse l'elezione presidenziale contro Aleksander Kwaśniewski, che rappresentava i risorgenti polacchi post-comunisti e l'Alleanza della Sinistra Democratica (Sojusz Lewicy Demokratycznej, SLD). Wałęsa fu criticato per il suo stile conflittuale. Mentre perdeva gli alleati politici, venne ad essere circondato da persone che erano viste dal pubblico come incompetenti e poco raccomandabili. Alcuni pensavano che Wałęsa, un ex elettricista senza istruzione superiore, fosse troppo esplicito e troppo poco dignitoso per la carica di presidente. Il consigliere per la sicurezza nazionale di Wałęsa, Jacek Merkel, attribuiva le carenze della presidenza di Wałęsa alla sua incapacità di comprendere l'incarico di presidente come istituzione. Era un leader sindacale efficace in grado di articolare ciò che sentivano i lavoratori, ma come presidente aveva difficoltà a delegare potere o a districarsi nella burocrazia.

### Attività successiva

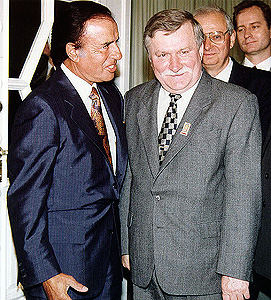
Lech Wałęsa e il presidente dell'Argentina Carlos Menem, 14 aprile 1997

Dopo la sconfitta elettorale, Wałęsa contribuì ad organizzare il nuovo partito Azione Elettorale Solidarność (Akcja Wyborcza Solidarność), che vinse le elezioni parlamentari. In realtà il suo contributo rimase di minore importanza e Wałęsa detenne solo una posizione defilata all'interno del partito. Il vero leader del partito e il principale organizzatore fu il nuovo leader del sindacato Marian Krzaklewski.

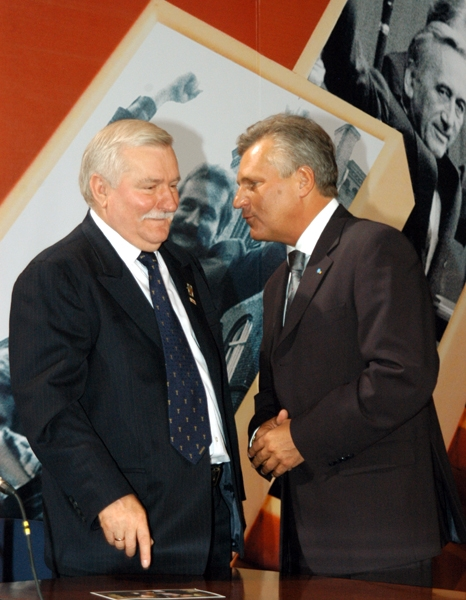
Lech Wałęsa con il suo successore alla presidenza della Repubblica Aleksander Kwaśniewski durante il 25º anniversario della fondazione del movimento Solidarność, 2005

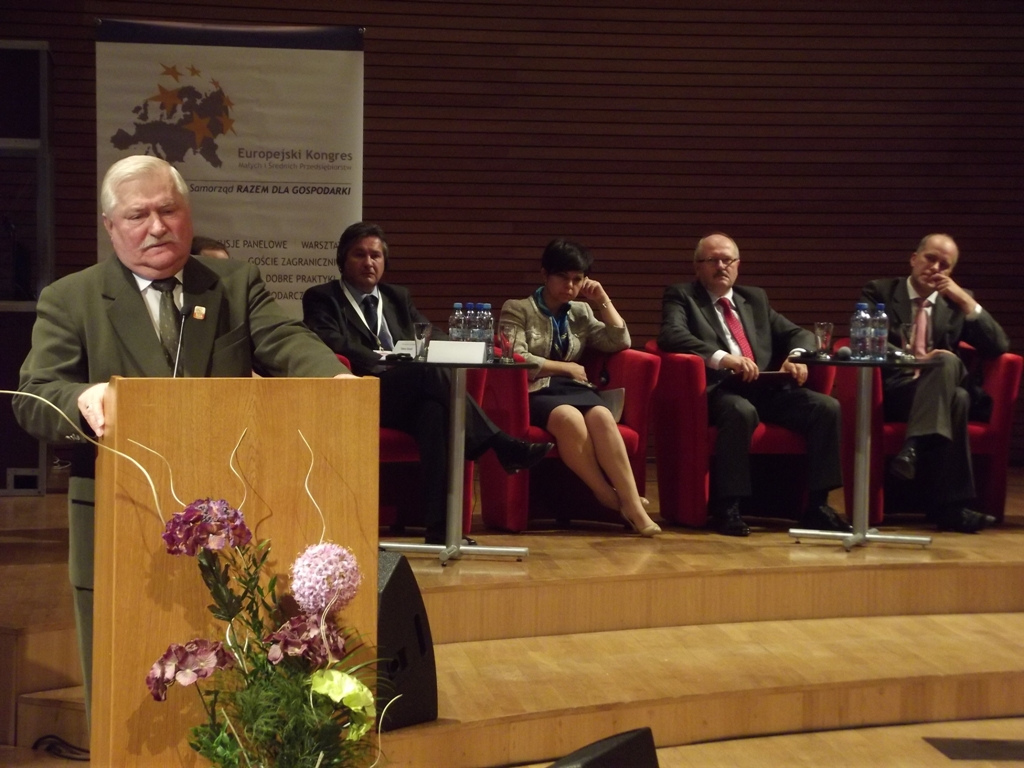
Lech Wałęsa durante il Congresso europeo delle piccole e medie imprese a Katowice nel 2012

Nel 1995 fondò l'Istituto Lech Wałęsa, con la missione di "divulgare le conquiste della Solidarietà polacca, educare le giovani generazioni, promuovere la democrazia e costruire la società civile in Polonia e nel mondo". Nel 2000 Wałęsa si candidò di nuovo alle elezioni presidenziali, ma ricevette meno dell'1% dei voti, decidendo così di ritirarsi dalla politica; da allora tiene lezioni di storia e politica in varie università dell'Europa centrale. Nonostante la scarsa popolarità in patria, la reputazione internazionale di Wałęsa è rimasta intatta. Ha condotto vari cicli di conferenze in tutto il mondo.
In un'intervista del 2014 Wałęsa ha espresso il suo disappunto su un altro premio Nobel, il presidente americano Barack Obama; in particolare, ha affermato alla CNN: "Quando è stato eletto c'era una grande speranza nel mondo. Speravamo che Obama avrebbe reclamato la leadership morale per l'America, ma questo fallì... in termini di politica e moralità l'America non guida più il mondo". Wałęsa ha anche accusato Obama di non meritare il premio Nobel per la pace.
Wałęsa ha nuovamente conquistato i titoli dei giornali dopo aver condiviso i suoi pensieri sulla crisi dei migranti in Europa, affermando: "Guardando i rifugiati in televisione, ho notato che... sono ben nutriti, ben vestiti e forse anche più ricchi di noi... Se l'Europa aprirà le sue porte, presto ne verranno fuori milioni e mentre vivranno tra noi inizieranno ad esercitare le proprie usanze, tra cui la decapitazione".
Nel 2019 è stato condannato dalla Corte d'Appello polacca a rendere pubbliche scuse a Jarosław Kaczyński, leader di Diritto e Giustizia, principale partito del Paese, che lo aveva querelato per diffamazione. Wałęsa gli aveva attribuito, sui social media, la responsabilità per l'incidente aereo che nel 2010 aveva causato la morte di 95 persone, tra cui il fratello gemello di Kaczyński, Lech.
Dopo l'invasione russa dell'Ucraina del 2022, Walesa prende pubblicamente e ripetutamente posizione contro la Russia di Putin e criticando Donald Trump.

## Posizione religiosa

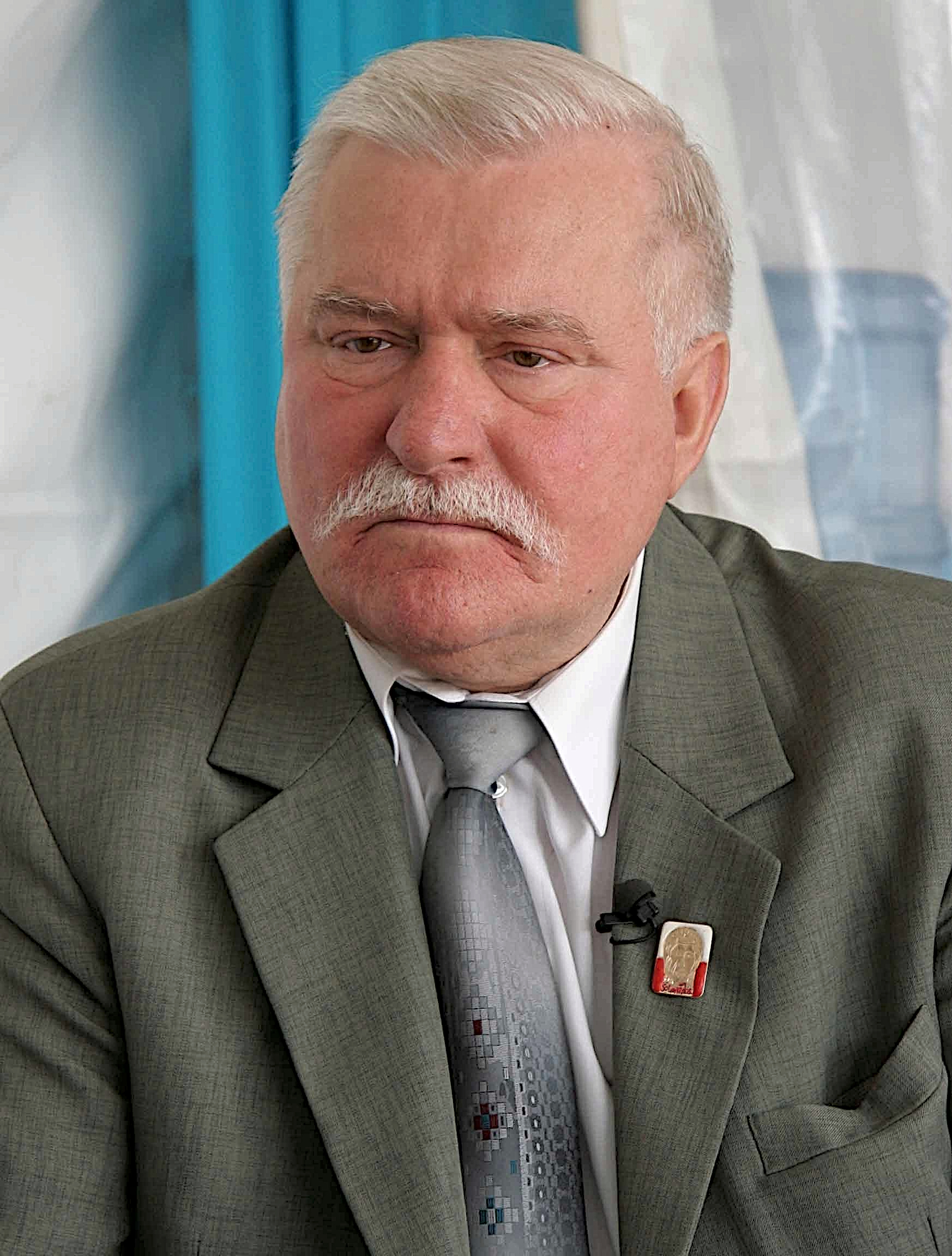
Wałęsa nel 2009

Wałęsa è un devoto cattolico romano. Fu amico personale di papa Giovanni Paolo II e porta quasi sempre una spilla con l'immagine della Vergine nera di Częstochowa.
Convinto oppositore dell'aborto, nel 1993, durante la sua presidenza, ha firmato una legge che limita gli aborti in Polonia. Questa legge ha annullato l'accesso praticamente gratuito all'aborto che esisteva dal 1956 e ne ha limitato l'uso a casi in cui la vita della donna è in pericolo, la gravidanza è risultata da stupro o incesto, o il feto è irreparabilmente danneggiato. I medici che violano le regole rischiano fino a due anni di carcere. Questa legge sull'aborto è una delle più restrittive in Europa.
Wałęsa è stato noto a lungo per la sua posizione anti-gay. Nonostante le acute critiche internazionali e una denuncia legale di "propaganda di odio contro una minoranza sessuale", Wałęsa ha rifiutato di scusarsi per i suoi commenti. Durante una manifestazione politica nel 2000, descrisse le persone omosessuali come "malate" e disse: "Credo che queste persone abbiano bisogno di cure mediche". Più recentemente ha chiesto scusa per le sue passate affermazioni omofobe, dicendo che sono frutto della "cultura di un uomo anziano" della sua età. Oggi afferma di rispettare le persone omosessuali e si dichiara favorevole al matrimonio egualitario tra persone dello stesso sesso.

## Wałęsa e la Polizia segreta

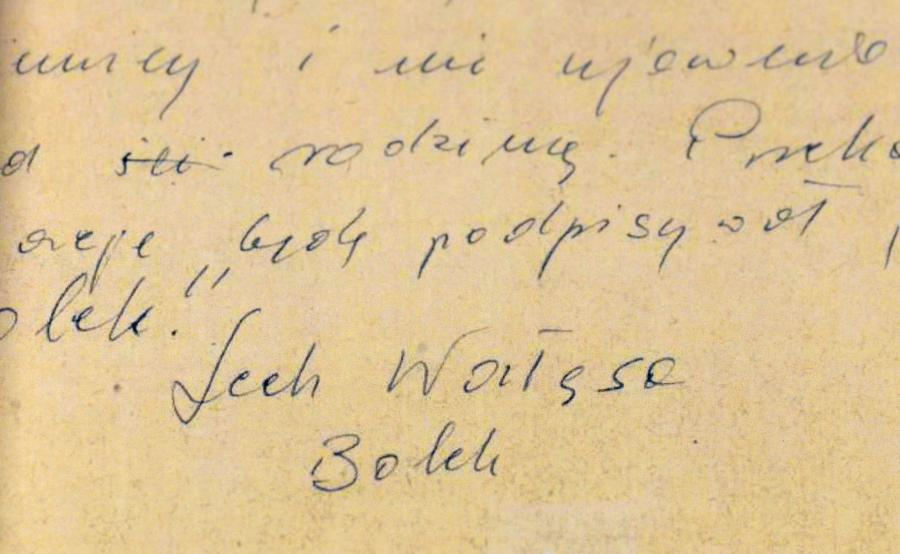
Firma di Lech Wałęsa - Bolek sul documento che dimostrerebbe la sua collaborazione con la polizia segreta

Fin dai primi anni '80 si succedettero voci secondo cui negli anni '70 Wałęsa aveva prestato servizio come informatore per i servizi di sicurezza comunisti. Wałęsa ha sempre negato con veemenza le accuse. La polemica riemerse nel 2008, con la pubblicazione di un libro che pretendeva di dimostrare che Wałęsa, nome in codice Bolek, era stato un operativo per i servizi di sicurezza dal 1970 al 1976. La questione è riemersa di nuovo nel febbraio 2016, quando l'Institute of National Remembrance ha sequestrato materiali dalla vedova di Czesław Kiszczak, un ex ministro dell'interno, che si dice documentasse il ruolo di Wałęsa come spia dei servizi di sicurezza.
L'analisi più completa dell'eventuale collaborazione di Wałęsa con la polizia segreta (Służba Bezpieczeństwa o SB) fu fornita in un libro del 2008 dal titolo L'SB e Lech Wałęsa: Un contributo biografico (SB a Lech Wałęsa. Przyczynek do biografii ). Il libro era scritto da due storici dell'Istituto di Commemorazione Nazionale, Sławomir Cenckiewicz e Piotr Gontarczyk, e includeva documenti dagli archivi della polizia segreta. Tra i documenti c'erano le schede di registrazione, i promemoria, le note della polizia segreta e i rapporti dell'informatore. Gli autori del libro sostenevano che Wałęsa, che lavorava sotto il nome in codice di Bolek, fu un informatore segreto della polizia dal 1970 (dopo essere stato rilasciato dall'arresto) fino al 1976 (prima di essere licenziato dal cantiere navale).
Secondo loro, aveva "scritto rapporti e informato su più di 20 persone e alcune di queste furono perseguitate dalla polizia comunista", nonché "identificato persone e origliato i suoi colleghi al lavoro". Il libro descrive il destino di sette delle sue presunte vittime; le informazioni riguardanti gli altri sono state distrutte o rubate. Secondo loro, Wałęsa avrebbe ricevuto oltre 13.000 zloty come compenso per i suoi servizi, mentre lo stipendio mensile all'epoca era di circa 3500 zloty. Il libro sosteneva anche che durante la sua presidenza Wałęsa usò il suo ufficio per distruggere le prove della sua collaborazione con la polizia segreta, rimuovendo documenti incriminanti dagli archivi.
Il libro affermava anche che nel 1983, quando Wałęsa fu nominato per il Nobel per la pace, la polizia segreta tentò di metterlo in imbarazzo, facendo trapelare informazioni sulla precedente collaborazione di Wałęsa con il governo. A questo punto però Wałęsa era già così popolare che la maggior parte dei polacchi non credeva ai media ufficiali e respinse le accuse come una manipolazione da parte delle autorità comuniste.
Il 18 febbraio 2016 l'INR di Varsavia ha annunciato di aver sequestrato un pacchetto di documenti originali che dimostrerebbero che Wałęsa era un informatore comunista. I documenti risalgono al periodo 1970-1976 e sono stati sequestrati dalla casa di un ex ministro degli interni recentemente deceduto, il generale Czesław Kiszczak. L'autenticità dei documenti è stata confermata da un esperto di archivi; i pubblici ministeri hanno richiesto un esame della grafia, che ha concluso che i documenti erano autentici e che, quindi, Wałęsa aveva collaborato con la polizia segreta comunista.
Il dossier è composto da due cartelle. Il primo è un "fascicolo personale" contenente 90 pagine di documenti, compreso un impegno scritto a mano di cooperare con la polizia segreta, datato 21 dicembre 1970 e firmato Lech Wałęsa - Bolek con l'impegno che "non ammetterebbe mai la sua collaborazione con la polizia segreta nemmeno alla famiglia". Il file contiene anche la conferma di aver ricevuto dei compensi per la sua attività. Il secondo è un "file di lavoro" che contiene 279 pagine di documenti, tra cui numerosi rapporti di Bolek sui suoi collaboratori nel Cantiere di Danzica, e note di agenti della polizia segreta sugli incontri con lui. Secondo una nota, Wałęsa accettò di collaborare per paura della persecuzione dopo la protesta dei lavoratori nel 1970.
I documenti mostrano anche che all'inizio Bolek fornì con entusiasmo informazioni su opinioni e azioni dei suoi collaboratori e prese i soldi per le informazioni, ma con il tempo il suo entusiasmo diminuì e la qualità delle sue informazioni divenne scarsa, fino a quando fu ritenuto non più prezioso e la collaborazione con lui fu interrotta nel 1976.
Wałęsa ha sempre negato con veemenza di aver collaborato con la polizia segreta comunista e ha etichettato i file incriminanti come falsi creati per comprometterlo. Wałęsa nega anche che durante la sua presidenza abbia rimosso dagli archivi i documenti che lo incriminavano. Dopo la pubblicazione del libro "SB a Lech Wałęsa" nel 2008, ha detto che mentre era presidente "Ho preso in visione il file, ma non ne ho rimosso nulla. Ho visto che c'erano alcuni documenti lì su di me e che erano chiaramente delle falsificazioni, ho detto ai miei segretari di registrare e sigillare il file, ho scritto 'non aprirlo', ma qualcuno non ha obbedito e ha rimosso i documenti."
Wałęsa inizialmente è apparso vicino a un'ammissione, sostenendo, nel 1992, che nel dicembre 1970 aveva firmato dei documenti per sfuggire alla polizia segreta. Tuttavia, negli anni successivi Wałęsa ha detto che tutti i documenti sono falsi.

## Filmografia
- Walesa - L'uomo della speranza (titolo originale: Wałęsa. Człowiek z nadziei), Polonia, 2013, di Andrzej Wajda.

## Onorificenze

### Onorificenze straniere

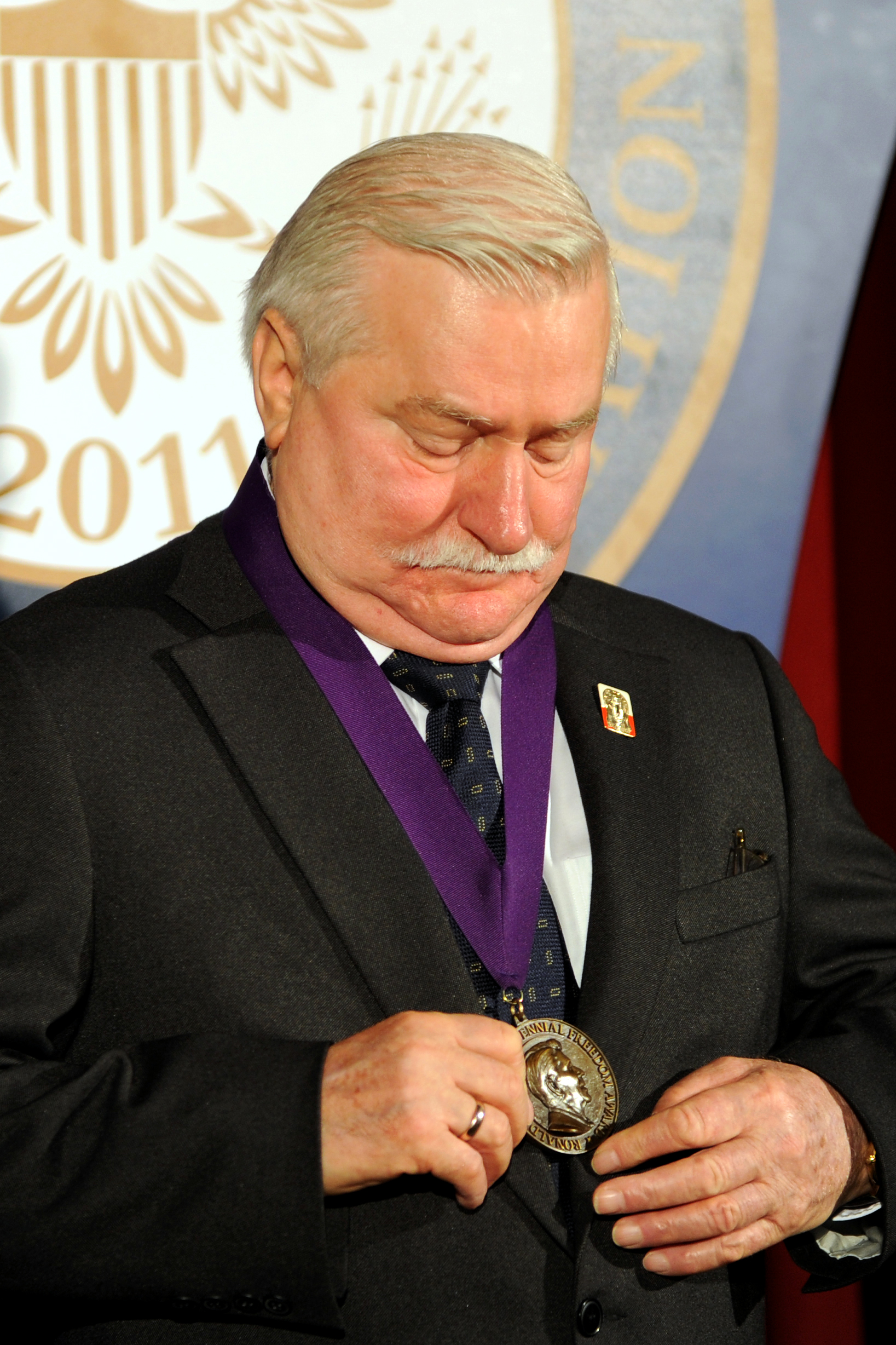
Lech Wałęsa mentre osserva il Ronald Reagan Centennial Freedom Award 2011 che ha ricevuto durante il Ronald Reagan Centennial Gala a Washington, 24 maggio 2011

- Medal of Merit of the Polish American Congress, 1981
- International Democracy Award, 1982
- Social Justice Award, 1983
- American Friendship Medal, 1983
- Humanitarian Public Service Medal, 1984
- Pro Fide et Patria Medal, Polonia, 1985
- International Integrity Award, 1986
- Countries of Europe Human Rights Prize, 1989
- George Meany Human Rights Award, 1989
- Cittadino onorario di Londra, 1991
- Medaglia UNESCO
- Path for Peace Award, Apostolic Nuncio to the United Nations, 1996
- Freedom Medal of National Endowment for Democracy, Washington, 1999
- International Freedom Award, Memphis, 1999
- Premio Pacem in Terris, 2001
- One of A Different View's 15 Champions of World Democracy, 2008
- Legion of Liberty (IPEA)
- Cittadinanza onoraria Comune di Reggio Emilia, 1984[34]